# Хуго Хох
Хуго Хох (мађ. Hoch Henrik Hugó) је био мађарски мачевалац и олимпијац.

## Биографија
Као атлетичар Февароши Вивоклуба (Fővárosi Vívóklub), Хуго Хох се такмичио на Олимпијским играма у Паризу 1900. у мачевању, дисциплини сабља, појединачно. После спортске каријере, обављао је разне функције у свом мачевалачком клубу. Хуго је такође радио као брокер на Будимпештанској берзи.